# Ashfield (Nova Gales do Sul)
Ashfield é um subúrbio localizado na região metropolitana do Oeste Interior de Sydney, no estado da Nova Gales do Sul, na Austrália. Encontra-se a cerca de 9 quilômetros a sudoeste do distrito empresarial central de Sydney. O código postal é 2131. Sua população, segundo o censo de 2011, era de 22 189 habitantes.

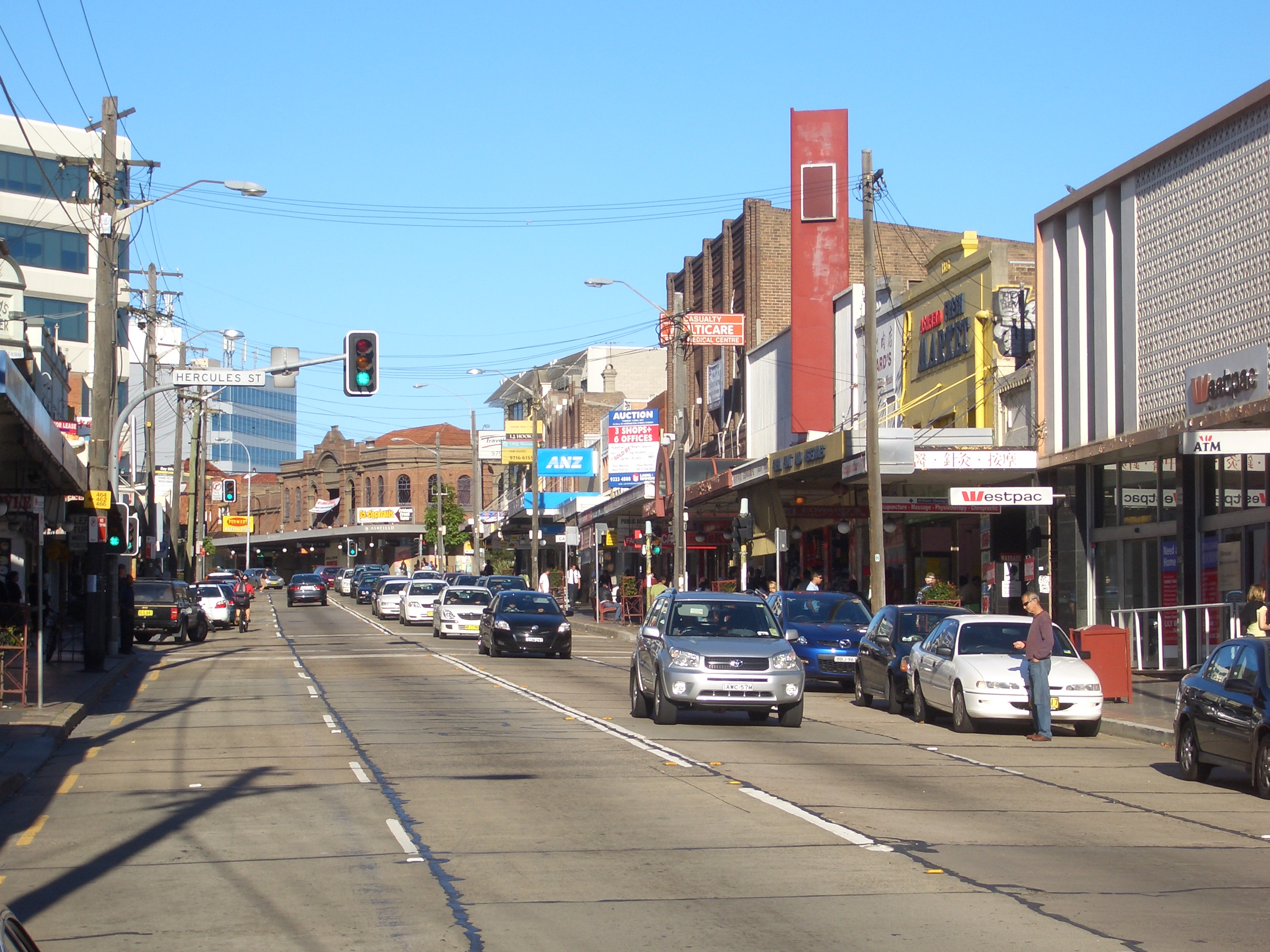
Rua Liverpool, Ashfield